# New Songhees Indian Reserve 1A
New Songhees Indian Reserve 1A (franska: Réserve indienne New Songhees 1A) är ett reservat i Kanada.   Det ligger i provinsen British Columbia, i den södra delen av landet, 3 600 km väster om huvudstaden Ottawa.